# 公審判
公審判（こうしんぱん、ラテン語: Judicium Universale, 英語: The General Judgment, ドイツ語: Das Jüngste Gericht, ロシア語: Страшный суд）とは、正教会・カトリック教会で、肉身の復活の後に、イエス・キリストの栄光の再臨のときに行われる、すべての人をその行ってきた善悪により裁くとされる審判。私審判と区別される。

## 正教会とカトリック教会に共通する理解
世の終りにはイエス・キリストの約束と復活の保証により、すべての肉身が復活する。 肉身の復活とは天主の全能によって、世の終りに、霊魂が再び元の肉身に合せられることであり、その根拠となる聖書箇所は「墓の中なる人々悉く天主の声を聞く時来らんとす。斯くて善を為しし人は出でて生命に至らんが為に復活し、悪を行いし人は審判を受けんが為に復活せん」（ヨハネ　5:28-29）である。肉身が復活するのは、人の善業と悪業とは霊魂と肉身とで行ったので、肉身も共に審判を受けて終なく賞せられ、或は罰せられるために復活する。肉身の復活の後に公審判があり、その聖書箇所はマタイ24:30-33、マルコ13:26である。公審判の後に、善人は、霊魂、肉身ともに天国に行き、永遠に楽しむのであり、これを終なき生命（いのち）と呼び、その聖書箇所は 「来れ、我父に祝せられたる者よ、世界開闢より汝等のために備えられたる国を得よ」（マタイ25:34）である。公審判の後に、悪人は霊魂、肉身ともに地獄に行き、永遠に苦しむ。これは終なき死と呼ばれ、その聖書箇所は「詛（のろ）われたる者よ、我を離れて、悪魔と其使等との為に備えられたる永遠の火に入れ」（マタイ25:41）である。公審判の行われる目的は、1.天主の智慧と正義とがすべての人に認められ、2.イエス・キリストがすべての被造物の前に光栄を得、3.善人と悪人とはそれに値する名誉叉は恥辱を受けるためである。

## 正教会とカトリック教会の違い
カトリック教会にはある煉獄の教えが、正教会には存在しないことがまず挙げられる。また、死・審判・天国・地獄を合せて四終と呼ぶのはカトリック教会の用語・整理である。
また、カトリック教会に存在する著名な数々の公審判・地獄を巡る芸術作品のもたらすイメージについて、正教会はこれを否定している（後述）。

## 公審判をテーマとする作品およびその評価
公審判をテーマとする絵画作品としてはミケランジェロによる最後の審判など、西方教会（特にカトリック教会）に多数の重要かつ著名な作品例がある。

### 絵画
- ミケランジェロ・ブオナローティが描いたもの。 → 最後の審判 (ミケランジェロ)
- フラ・アンジェリコが描いたもの。
- ハンス・メムリンクが描いたもの。
- ヒエロニムス・ボスが描いたもの。
- ロヒール・ファン・デル・ウェイデンが描いたもの。

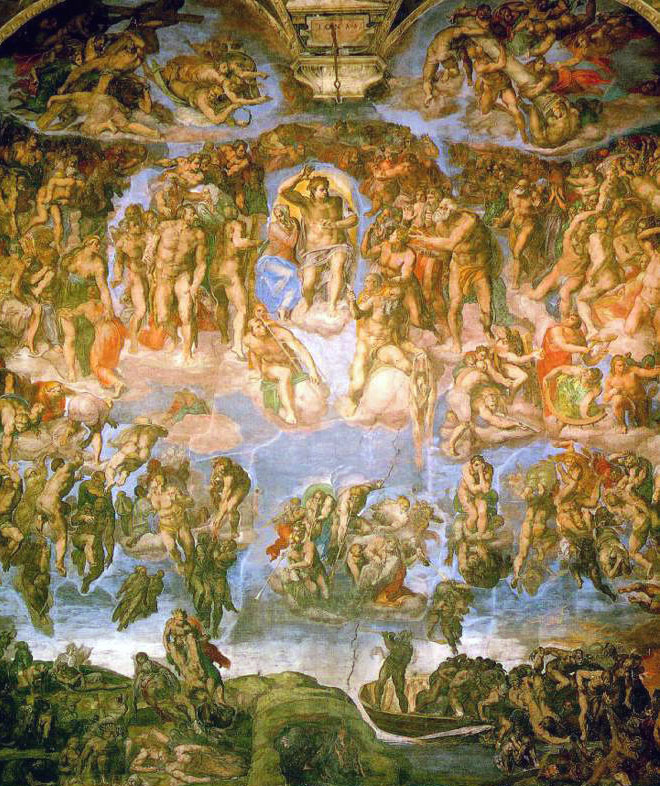
『最後の審判 (ミケランジェロ)』
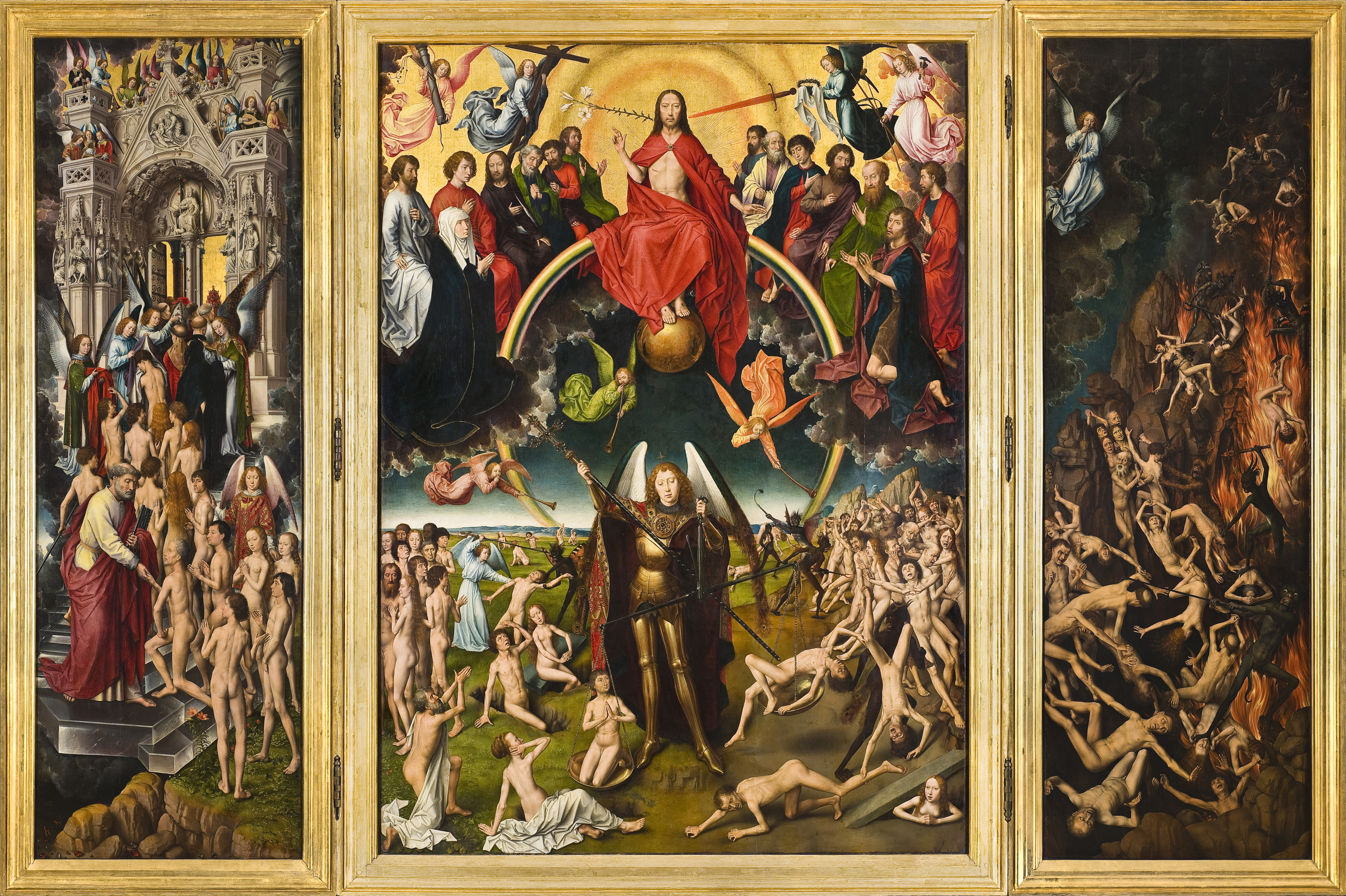
『公審判』ハンス・メムリンク
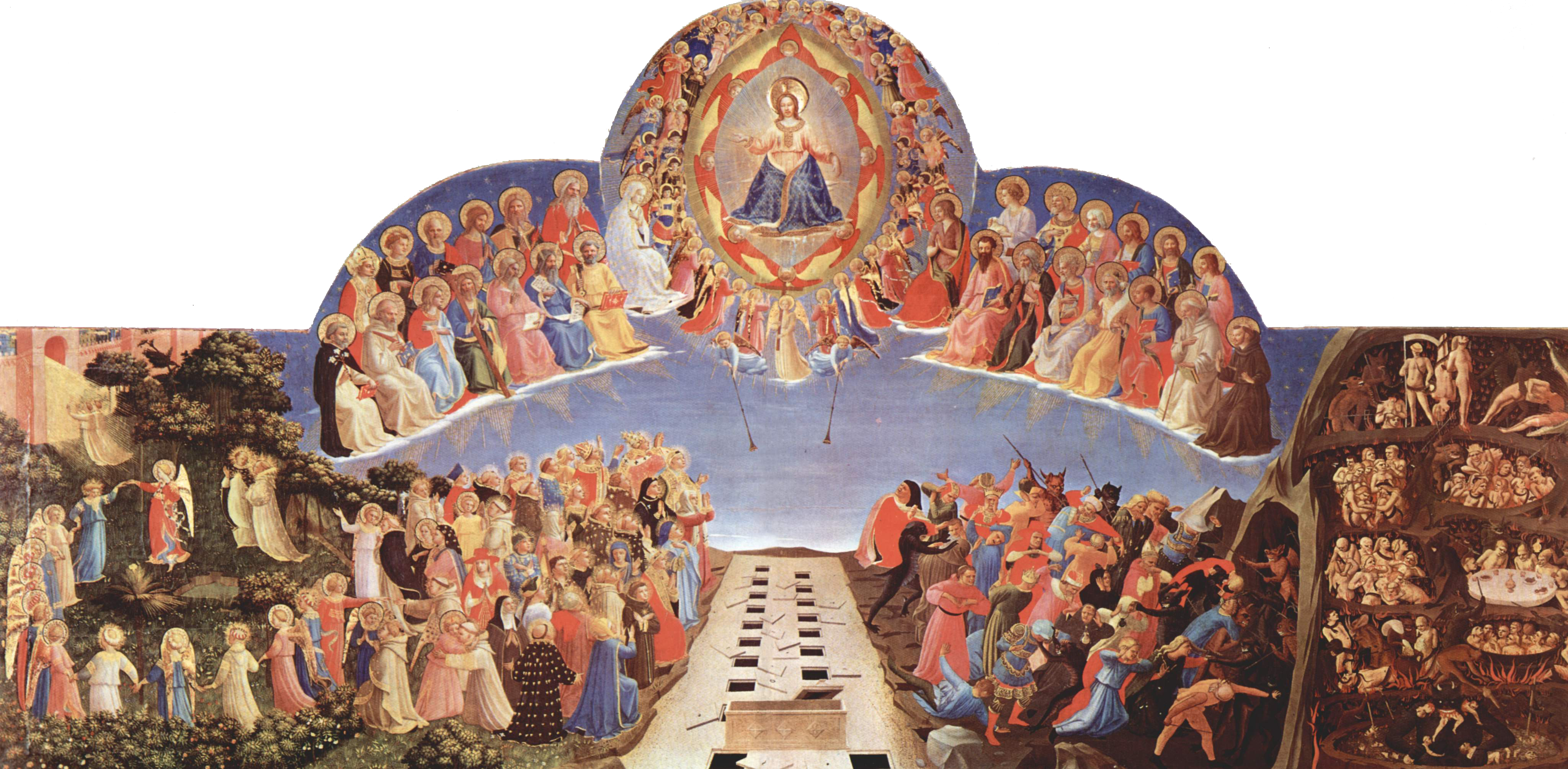
『公審判』フラ・アンジェリコ

### 音楽
神の怒りを歌ったディエス・イレは公審判のモティーフとして出て来る。
- マルカントワーヌ・シャルパンティエ作曲のオラトリオ『神による最後の審判』H. 401。
- 交響詩「宇宙の審判」 - デ・ナルディス作曲の交響詩。

### 正教会における西方の作品群への評価

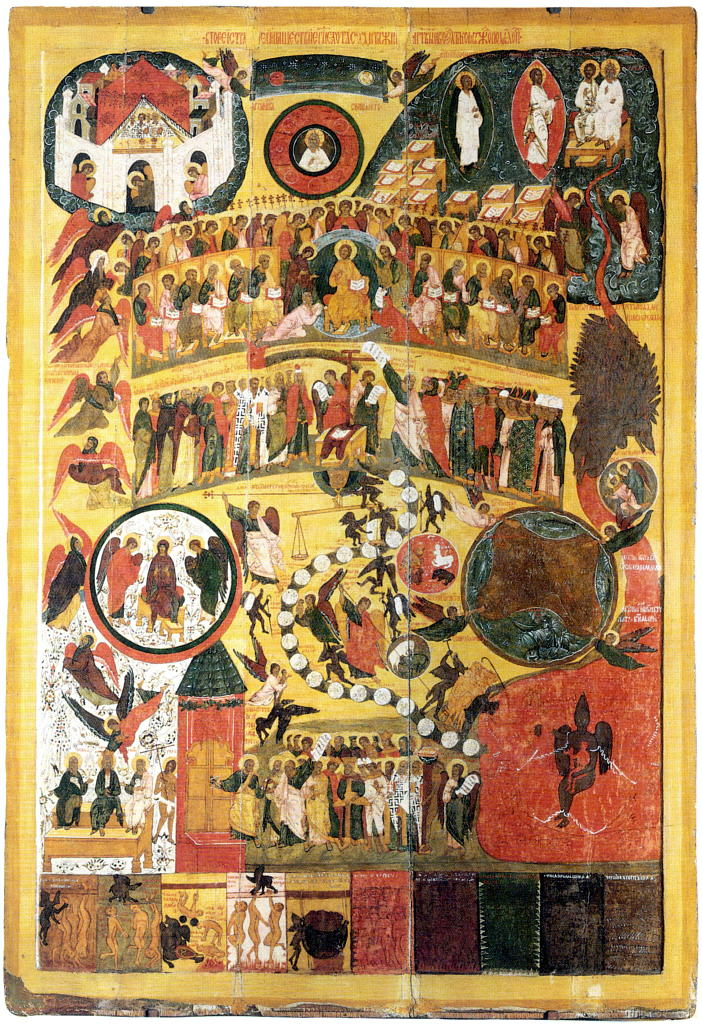
公審判のイコン（16世紀・ロシア正教会）

正教会では、ダンテやミケランジェロの作品に示された地獄や公審判のイメージについて否定されている。府主教イラリオン・アルフェエフはこれらの作品によりもたらされるイメージにつき「物質的で粗野な形象」とし、「永遠の苦悩の概念が歪められた」としている。特にミケランジェロの作品については「侮辱と決闘応諾等のスコラ的教えであり、正教的理解と相容れる点が少ない」としている。
掌院ソフロニイ・サハロフは「ミケランジェロは天才的な能力を持っていたが、奉神的テーマにおいてではなかった…ハリストス（キリスト）は当然中心的存在には違いないが、我々が知る神の啓示によれば、ハリストスは愛なのである（イオアン第一公書（ヨハネの手紙一）4:8）。しかも最後の審判においてさえ神は人を愛し続けるのである」と述べた。